# 松田青風
松田 青風（まつだ せいふう、明治25年（1892年）3月15日 - 昭和16年（1941年）7月14日）とは明治時代から昭和時代にかけての日本画家。

## 来歴
鏑木清方の門人。本名は信男。明治25年（1892年）に東京府牛込区に生まれる。川端画学校に学んだ後、明治45年（1912年）ころ清方に入門した。青風は歌舞伎役者の似顔絵を描いて注目を集めた。大正4年（1915年）の第1回郷土会展覧会に作品を出品、大正5年（1916年）の第2回同展に「似顔絵」を出品している。青風が『演藝画報』や『都新聞』に描いた大首の役者絵は役者の個性を巧みに表現しているといわれる。また、歌舞伎舞踊の舞台装置も手がけており、著書に昭和初期の名優の容貌を精細に伝えた資料として評価が高い『歌舞伎俤草』、昭和34年（1959年）には清方から称賛された、写生をもとにした『歌舞伎のかつら』などが挙げられる。
なお、早稲田大学演劇博物館には青風のスケッチ類が寄託されている。清方は役者絵を青風に託したかったようであったが、昭和16年（1941年）7月14日、享年49で没した。同年10月14日から16日、銀座資生堂において清方門下による「松田青風追悼 郷土会作品展」が開催された。

## 作品
- 「仁左衛門（八郎兵衛）」（新似顔記念号 大礼奉祝画譜） 山梨県立美術館所蔵